# 科爾卡班巴區 (艾馬賴斯省)
14°00′29″S 73°14′53″W / 14.00806°S 73.24806°W
科爾卡班巴區（西班牙語：Distrito de Colcabamba），是秘魯的一個區，位於該國南部阿普里馬克大區的艾馬賴斯省，面積95.8平方公里，海拔高度3,360米，2005年人口805，人口密度每平方公里8.4人。